# Busnovi (Bośnia i Hercegowina)
Busnovi (cyr. Буснови) – wieś w Bośni i Hercegowinie, w Republice Serbskiej, w mieście Prijedor. W 2013 roku liczyła 692 mieszkańców.